# Bătălia de la Telamon
Bătălia de la Telamon a avut loc între Republica Romană și o alianță a triburilor galice. Lupta a avut loc la în 225 î.Hr. ca parte a războaielor romane împotriva galilor. Romanii, conduși de consulii Gaius Atilius Regulus și Lucius Aemilius Papus, i-au învins pe gali, ceea ce a dus la extinderea influenței Republicii în nordul Italiei. Galii au fost conduși de Concolitanus și Aneroëstes.

## Context
Roma și triburile galice din Galia Cisalpină au avut relații pașnice pentru mulți ani. 
În 225 î.Hr., triburile boilor și insubrilor au plătit o sumă mare de bani unor mercenari din Galia Transalpină, conduși de Concolitanus și Aneroëstes, pentru a lupta alături de ei împotriva Romei. Romanii, alarmați de mobilizarea galilor, au semnat un tratat prin care îi oferea generalului cartaginez Hasdrubal control nelimitat asupra Hispaniei.
Romanii au apelat la aliații lor din Italia pentru trupe. Consulul Lucius Aemilius Papus comanda patru legiuni formate din 22,000 de cetățeni romani și 32,000 de trupe aliate staționate la Ariminum. El a poziționat de 54,000 de sabini și etrusci pe granița etruscă sub comanda unui pretor și a trimis 40,000 de umbri, veneți și cenomani să atace teritoriul boilor pentru a-i distrage de la războiul cu Roma. 
Gaius Atilius Regulus se găsea în fruntea unei forțe asemănătoare celei a consulului Papus. Regulus era staționat în Sardinia.

## Urmări
Aproximativ 40.000 de celți au fost uciși și cel puțin 10.000 au fost luați prizonieri , inclusiv conducătorul lor Concolitanus. Aneroëstes a scăpat alături de câțiva dintre oamenii săi într-un loc unde s-au sinucis. Cu legiunile sale a intrat în Liguria, mai apoi a invadat și jefuit teritoriul boilor. După câteva zile s-a întors la Roma unde a primit onorurile triumfului.
Din punct de vedere istoric, bătălia de la Telamon a devenit un simbol al patriotismului italian și a fost citat în mai multe rânduri ca un exemplu al gloriei Romei antice. Benito Mussolini a menționat de cel puțin două ori bătălia, în 1926, în timpul unei disertații la Universitatea din Perugia și în 1942, în timpul celui de-al Doilea Război Mondial atunci când a asociat Franța cu celții ca o amenințare pentru Italia..